# Erta Ale
Erta Ale je nepřetržitě činná čedičová štítová sopka v severovýchodní Etiopii. Je nejaktivnější sopkou Etiopie. Leží v pouštní bezodtoké oblasti v Danakilské proláklině – celé okolí sopky Erta Ale tvoří sníženina pod úrovní hladiny moře. Od vrcholu nejvyšší etiopské sopky Ale Bagu (Amajtoli Tärara, 1031 m n. m.), která leží směrem na jihozápad, ji dělí přibližně 10 km (vzdálenost mezi úpatími obou sopek je zhruba poloviční).

## Popis
Erta Ale je 613 m vysoká, má na svém vrcholu obvykle jedno, někdy i dvě aktivní lávová jezera, která občas přetečou na jižní svah. Je pozoruhodná nejdéle existujícím lávovým jezerem přetrvávajícím již od počátku 20. století (1906). Sopky s lávovými jezery jsou velmi vzácné, je jich jen pět na světě.
Erta Ale znamená v afarštině „Kouřící hora“ a jejímu nejjižnějšímu kráteru se říká „Pekelná brána“. Sopka byla zmapována týmem pracovníků BBC za použití trojrozměrných snímacích technologií. Vzhledem k vysokým teplotám a žáru bylo použito laserové skenování.

## Erupce v 21. století

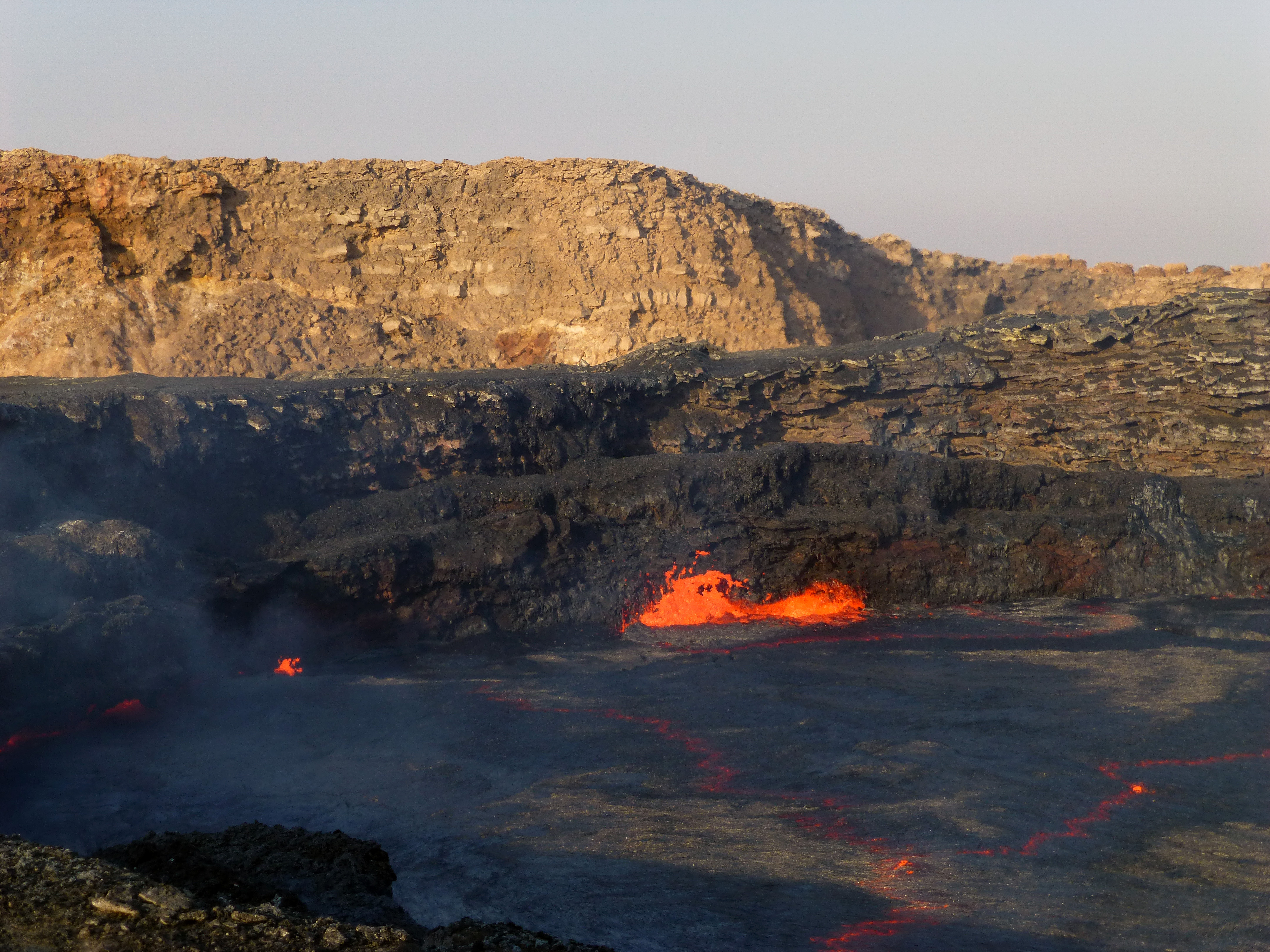
Lávové jezero

K vážnější erupci došlo 25. září 2005, když bylo zabito 250 kusů hospodářských zvířat a tisíce místních obyvatel byly nuceny uprchnout. Jiný lávový proud donutil v srpnu 2007 k vystěhování několik set místních obyvatel. Erupce ze 4. listopadu 2008 byla zaznamenána vědci z univerzity v Addis Abebě. Po další velké erupci, k níž došlo v roce 2017, lávové jezero vykazovalo proměnlivou aktivitu.
Sopka Erta Ale vykazuje trvale značnou aktivitu. Koncem roku 2022 vznikl v jižním kráteru asi 10 metrů vysoký lávový kužel (hornito), který v následujícím roce vyrostl do výšky několika desítek metrů. V lednu 2023 se v severním kráteru po padesátileté přestávce začalo tvořit nové lávové jezero. I zde posléze vznikly dva nové lávové kužely.

## Erta Ale ve filmu
Lávové jezero Erta Ale se objevilo ve filmu Souboj Titánů z roku 2010, kde filmová scéna zachycuje Perseovu cestu do podsvětí.